# Zaperedillja
Zaperedillja, česky také Zapredal nebo Zapredil, ukrajinsky Запереділля, maďarsky Gombástelep, je část obce Mižhirja, v Mižhirské vesnické komunitě, v okrese Chust, v Zakarpatské oblasti Ukrajiny. V roce 2001 zde žilo 1038 obyvatel.

## Historie
První písemná zmínka o této vsi pochází z roku 1851. Do uzavření Trianonské smlouvy byla součástí Uherska, poté byla součástí Československa. Od 15. dubna 1939 byla  součástí samostatného státu Karpatská Ukrajina; za několik dní pak bylo Zakarpatí obsazeno maďarskými vojsky. Od roku 1945 byla  součástí Ukrajinské sovětské socialistické republiky, která byla součástí SSSR. Od roku 1991 je součástí nezávislé Ukrajiny.